# 1990-е годы в музыке
1990-е годы в музыке:

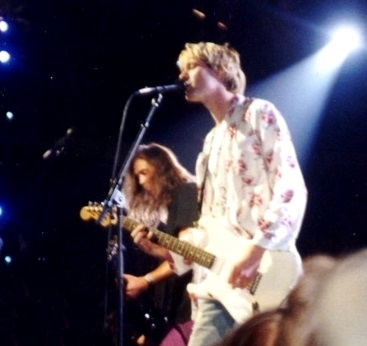
По мнению журнала Rolling Stone, важнейшим альбомом 1990-х был Nevermind группы Nirvana

В 1990-е преобладала поп-музыка и шоу-бизнес, большое влияние на потенциальную аудиторию слушателей и зрителей оказывали трансляции радиостанций, музыкальное телевидение (особенно MTV) и хит-парады.
На 1990-е пришелся расцвет коммерческих «бой-бэндов» (Backstreet Boys, NSYNC, «На-На», «Иванушки International») и «гёрлз-бэндов» (Spice Girls, Pussycat Dolls, «Мираж», «Тату»), и международный успех таких поп-исполнителей как Мадонна, Бритни Спирс, Мэрайя Кэри, Уитни Хьюстон.
Также на это десятилетия пришлось начало расцвета альтернативного рока: в США — гранжа (): Nirvana, Pearl Jam, Alice in Chains, Soundgarden, а в Британии — британского поп-рока (Oasis, Radiohead, Blur).
В 1990-х годах возникли новые жанры «метала»: готик-метал (Type O Negative, Theatre of Tragedy, Tiamat, Lacrimosa), симфоник-метал (Therion, Nightwish, Within Temptation), фолк-метал (Skyclad, Mago de Oz, Finntroll), ню-метал (Korn, Deftones, Slipknot). Проект Ayreon возрождает жанр рок-оперы.

## Стили
В 1990-е сформировалось и развилось множество музыкальных стилей: техно, готика, латино, диджи-мьюзик, рэп, альтернативный рок, панк; множество жанров электронной музыки, таких как Биг-бит.
Один из самых заметных стилей этого десятилетия — гранж.

## В СССР и России
Окончание «золотого века» русского рока: распались группы: Кино, Наутилус Помпилиус, Автограф, Чёрный кофе, Круиз, Земляне, Зоопарк, Секрет. Погибли: Виктор Цой, Майк Науменко и Янка Дягилева.
При этом росла популярность некоторых групп «старой школы» (Браво, ДДТ, Алиса, Машина времени, Агата Кристи). 
Появились рок-группы следующего поколения, такие как Сектор газа, Мумий Тролль, Король и Шут, Сплин, Би-2, Земфира, Смысловые галлюцинации, Танцы минус, Ленинград, Эпидемия (большая их часть приобрела известность в самом конце 1990-х или уже в 2000-е).
В самом конце 1990-х появилась радиостанция Наше радио и её рок-фестиваль «Нашествие».
Среди русской поп-музыки наиболее яркими группами были: Комбинация, Мираж, Лицей, Блестящие, Стрелки, Reflex, «Кар-мэн», «Иванушки International», «На-На», певицы Наталья Ветлицкая, Лада Дэнс, Линда, Ирина Салтыкова, Татьяна Буланова.

### Рок-фестивали СССР и России, 1990—1999
- Рок чистой воды (1990, 1991)
- Железный Марш (Москва 1990,1991)
- Аврора-1990 (Ленинград, 21 — 23 декабря 1990 года)[6]
- Рок против террора (Москва, 6 апреля 1991 года)
- Рок против танков (Ленинград, 22 августа 1991 года)
- Монстры Рока (Москва, 28 сентября 1991)
- Формула-9 (Ростов-на-Дону, октябрь 1991)
- Нашествие (Тверь)
- Рок-Февраль (Иваново)
- Rock-Line (Пермь, Бахаревка)
- Максидром (Москва)
- Учитесь плавать (Москва)